# Fænø Kalv

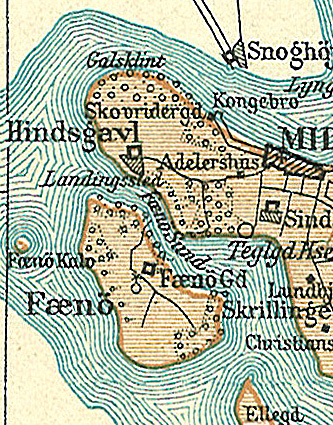
Die Insel Fænø Kalv (auf einer Karte um 1900)

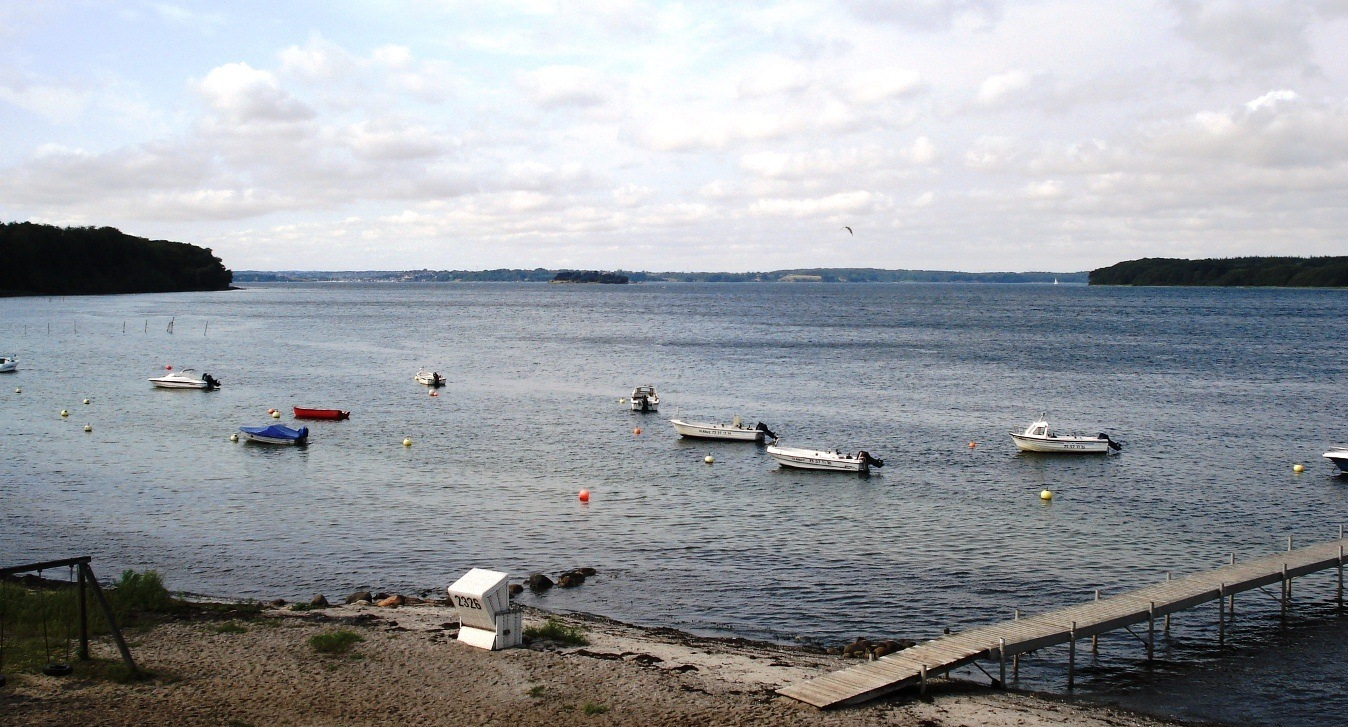
Blick auf Fænø Kalv in der Mitte des Kleinen Belts bei Gammel Ålbo – links das Festland, rechts die Insel Fænø

Fænø Kalv (deutsch „Fænøs Kalb“) ist eine ca. 4,3 ha große dänische Insel in der Meerenge Snævringen des Kleinen Beltes, ca. 1 km westlich der Insel Fænø. Die Insel hat eine Länge und Breite von ca. 200 m. Sie gehört zur Kirchspielsgemeinde (dän.: Sogn) Middelfart Sogn, die bis 1970 zur Harde Vends Herred im damaligen Odense Amt gehörte. Danach kam sie zur Middelfart Kommune im damaligen Fyns Amt, die mit der Kommunalreform zum 1. Januar 2007 in der „neuen“ Middelfart Kommune in der Region Syddanmark aufgegangen ist.
Die Insel steht seit dem 21. März 1922 unter Naturschutz. Sie ist unbewohnt und wird lediglich als Natur-Campingplatz genutzt.

## Geschichte
Im Dänisch-Schwedischen Krieg von 1658–1660 wurde auf der Insel von den Schweden eine Befestigungsanlage anlegt, deren Erdwälle noch gut erkennbar sind.